# Limousine Love
Limousine Love è un cortometraggio del 1928 diretto da Fred Guiol. Prodotto da Hal Roach, il film venne distribuito dalla MGM e uscì in sala il 14 aprile 1928.